# Pseudoholostrophus discolor
Pseudoholostrophus discolor là một loài bọ cánh cứng trong họ Tetratomidae. Loài này được Horn miêu tả khoa học đầu tiên năm 1888.